# 惠济区
惠济区，原名邙山区，是河南省郑州市的一个市辖区。位于郑州市北部，面积232.8平方公里，總人口为55.51万人。區人民政府駐开元路8号。

## 地理
惠济区北邻黄河，西侧为荥阳市，南面为中原区和金水区。区内地势由西北向东南倾斜，地貌大体上以京广铁路为界，西北部为邙山丘陵，地势北依黄河，沟壑纵横，呈南缓北陡的特点，面积约16平方公里，多干旱缺水。邙山丘陵以南为山前平原，京广铁路以东则属黄河冲积扇平原地区，在东北部有地势较低的洼地。
辖区内主要河流有黄河、贾鲁河、索须河、魏河、东风渠等，其中辖区内黄河河段西起中下游分界线，自邙山头向东即成为“悬河”，河床高出南岸堤外地面2-7米。故辖区内河流只有黄河和枯河属黄河水系，其余河流虽临近黄河，但因黄河河床高出地面而无法流入，转向东南而最终流入淮河，为淮河水系。因此，惠济区大部分地区属淮河流域。

## 人口
根据(河南省)郑州市第七次全国人口普查公报数据显示：惠济区常住人口为555002人    ，男性277114人，女性277888人，年龄结构中0-14岁占比18.65%，15-59岁占比71.67%，60岁以上占比9.68%，65岁以上占比6.53%。

## 历史
惠济区辖区在旧时属荥泽县管辖。

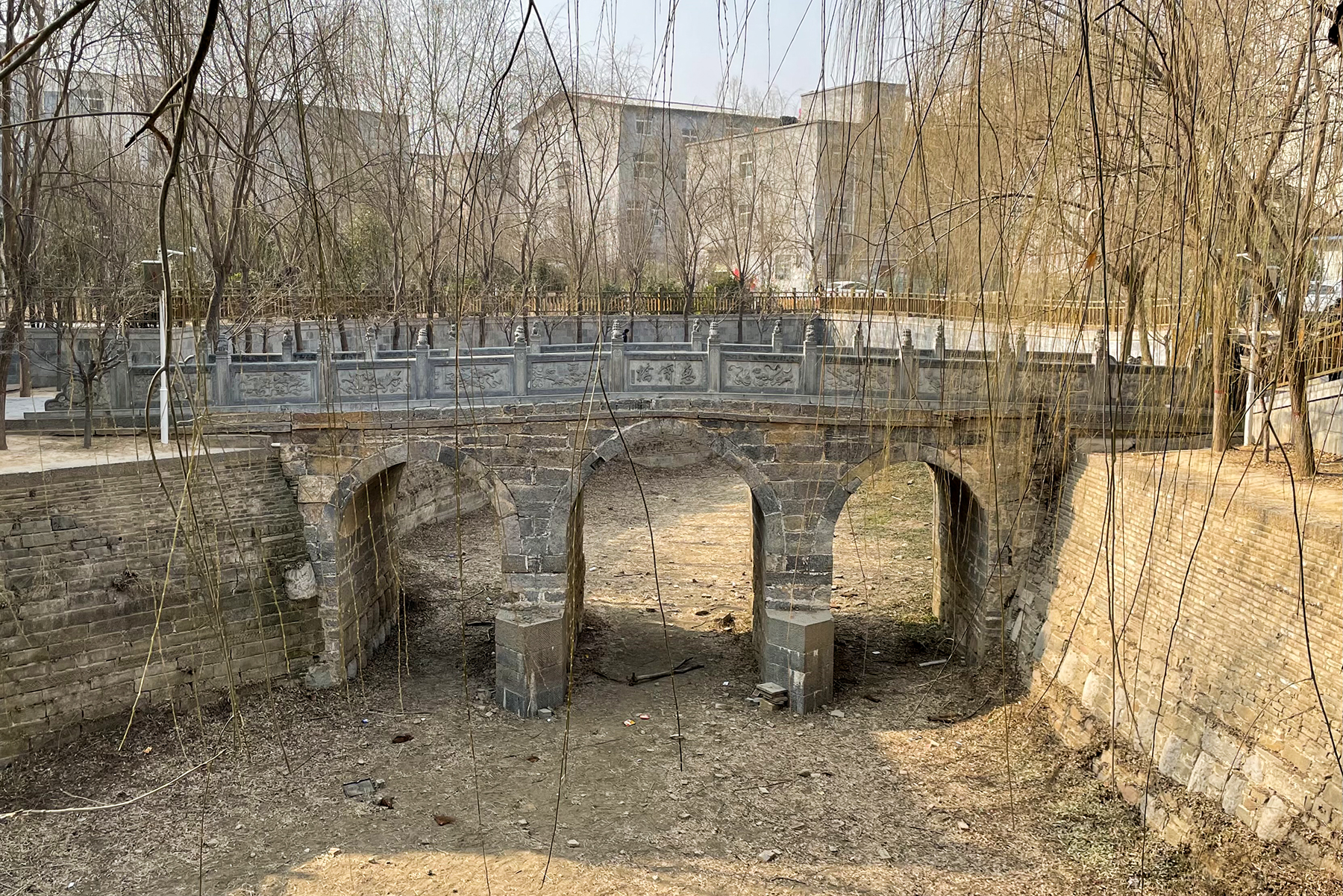
惠济桥

光绪十三年（1887年）9月30日，郑州下汛十堡（今惠济区花园口镇石桥村）发生黄河决口，致使200多万（一说93万；一说最保守估计150万；一说700万）人罹难，清史研究学者夏明方称其为“近代中国人口损失最严重的一次洪水灾害”，英国密德萨斯大学国际关系学教授彼得·霍夫（Peter Hough）称其为“人类历史上最致命的自然灾害之一”。 
1931年，荥泽县与河阴县合并为广武县，辖区属广武县管辖。
1938年6月9日，中华民国国民政府为阻止日军沿黄河西进，在花园口镇决开黄河大堤，造成平汉铁路以东地区发生水灾，河南、安徽和江苏三省44个县市受灾，史称“花园口决堤事件”。
1948年10月，中国人民解放军接管郑州，辖区在当时分属郑县和成皋县。1953年，郑县建制撤销，辖区划归郑州市郊区。1982年1月，郑州市成立金海区，辖区分属郊区和金海区。1987年3月，惠济区的前身邙山区正式成立，区政府设在原郊区区政府所在的南阳路322号。
2004年5月1日，邙山区正式更名为惠济区，区名来源于位于区内的惠济桥。据史料记载，惠济桥为广济渠上的一座三孔石桥，因其为南北交通要道，逐渐形成一镇，现仍有惠济桥村。同时，区政府搬迁至位于开元路的现址。

## 行政区划
惠济区下辖6个街道办事处、2个镇：
新城街道、刘寨街道、江山路街道、长兴路街道、迎宾路街道、大河路街道、花园口镇和古荥镇。

## 经济
惠济区原为远离市中心的郊区，人口较少，虽然近年来城市化发展迅速，但相对郑州市其他市辖区，其产业基础和财政实力仍较为薄弱。2020年，惠济区的生产总值为291.31亿元，在郑州市下辖的各县（市）区中排名倒数第二，仅高于上街区，但经济增速较好，一些经济指标的增速居郑州市第一。2023年，惠济区的生产总值完为324.02亿元
惠济区以畜牧、花卉和无公害蔬菜为主要农业产业，休闲观光农业发展较为迅速，休闲观光农业景点达30多个。位于区内的陈砦双桥花卉基地目前为国内重要的鲜花集散中心，毛庄绿园为郑州著名的无公害蔬菜供应商。
惠济区的支柱产业为食品工业，总部设于区内的三全食品为中国著名的速冻食品生产企业，思念食品亦在区内设有工厂。此外，区内亦有医药、印刷、饲料等工业。
商业方面，位于开元路的惠济万达广场于2016年开业，其周边地区逐渐形成新兴商圈。此外，宜家家居于2016年10月与惠济区签订正式协议，并在辖区内的北三环开设其位于郑州市的第一家商场，于2019年8月开业。

## 文化旅遊

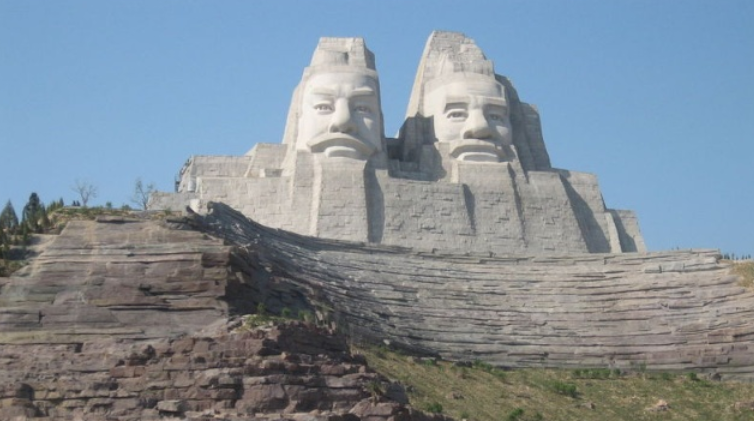
位于郑州黄河风景名胜区的炎黄二帝巨型塑像

惠濟區北临黄河，位于辖区内西北部的邙山为伏牛山余脉，沟壑纵横，在郑州各市辖区中自然环境较为突出，也被称作“郑州的后花园”。因此，鄭州市在進行都市規劃時，依托濒临黄河的区位优势，把本區定位為生態、旅遊觀光區。郑州黄河风景名胜区为国家4A级旅游景区，景区内的炎黄二帝巨型塑像为郑州地标之一，平汉铁路郑州黄河桥的旧址亦位于景区内。此外，位于区内的郑州黄河国家湿地公园、丰乐葵园、黄河富景生态世界等景区均为郑州市民休闲娱乐的去处。
人文历史方面，辖区西部的古荥镇历史悠久，为中国历史文化名镇。位于此处的全国重点文物保护单位西山遗址距今有5300-4800年的历史，于1983年发现时为中国发现年代最早、建筑技术最为先进的早期城址，有考古专家称此城是黄帝时代的遗址。古荥汉代冶铁遗址亦位于古荥镇，为全国重点文物保护单位，是目前世界上发现最早、规模最大的汉代冶铁遗址。古荥镇也是荥阳故城的所在地，为楚汉争霸的主战场。位于辖区东北部的花园口镇曾为黄河渡口，1938年发生花园口决堤事件，当年的决堤处位于黄河花园口旅游区内，设有纪念碑、花园口纪事广场和雕塑墙三处纪念性建筑。
此外，区内还设有郑州自然博物馆，位于文化北路与开元路交叉口东南侧郑州师范学院西校区院内，展厅面积3600平方米，主要收藏展览动物、植物、古生物、矿物、土壤、水资源等领域的标本。

## 教育

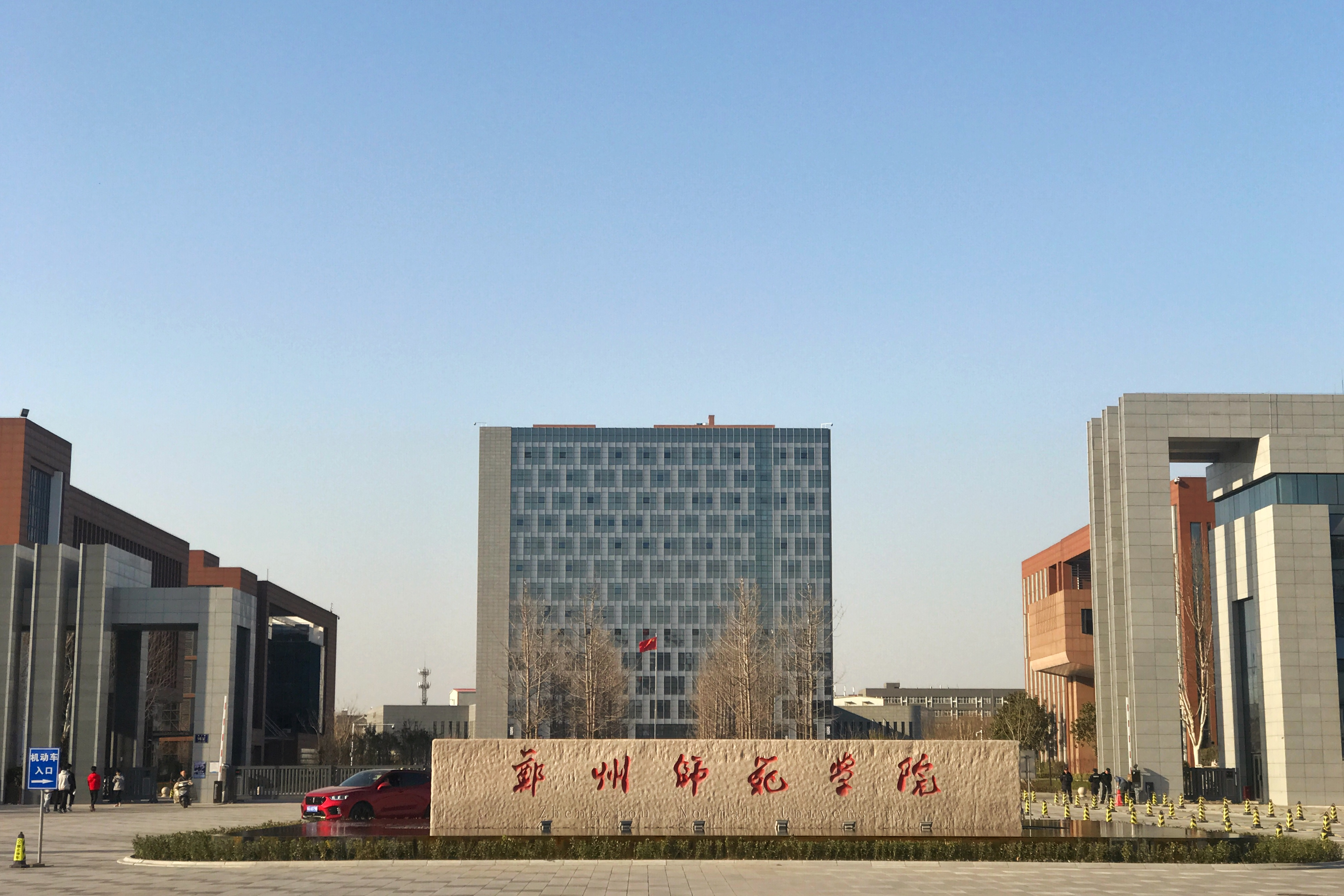
郑州师范学院

惠济区的高等院校主要集中在文化北路和英才街一带，包括郑州师范学院、郑州工程技术学院、河南牧业经济学院等。基础教育方面，惠济区内有郑州四中（迎宾校区）、郑州十二中、郑州六十中和郑州市实验高级中学四所市属中学，以及区属高中一所、初中四所、成建制小学36所及幼儿园89所。

## 医疗
截至2016年底，区内有惠济区人民医院一家区级医疗机构、五家公共卫生机构、两家乡镇卫生院、八家民营医院、六家社区卫生服务中心、七家社区卫生服务站和65家村级卫生所。此外郑州大学第一附属医院在区内设有惠济院区。该院区原为郑州大学第四附属医院，占地100亩，建筑面积1.9万平方米，病区12个，编制床位500张。

## 交通
惠济区为黄河以北地区进入郑州的门户，有郑州黄河公路大桥、郑新黄河大桥、郑焦城际铁路黄河大桥等桥梁连接黄河以北。 连霍高速东西向穿境而过，并在与江山路和京广快速路相交处设惠济出入口。 京广铁路、 郑焦城际铁路和 京广高速铁路从区内经过，目前区内的铁路客运车站有南阳寨站和黄河景区站两座，均为郑焦城际铁路上的中间站。
市内交通方面，京广快速路、天河路、江山路、文化北路、花园北路等南北向道路连接惠济区与郑州中心城区，大河路、迎宾路、开元路、英才街、滨河路等道路横贯东西，为区内交通干道。郑州公交数十条线路经过辖区，连接惠济区与郑州市内其他地区。郑州地铁2号线的二期工程于2019年12月28日开通，该线贯通惠济区核心地带，为区内首条地铁线路。2020年12月26日，3号线和4号线开通运营，这两条线的起点站均位于辖区境内。2024年12月29日，7号线开通运营，在辖区内与2号线形成十字交叉。

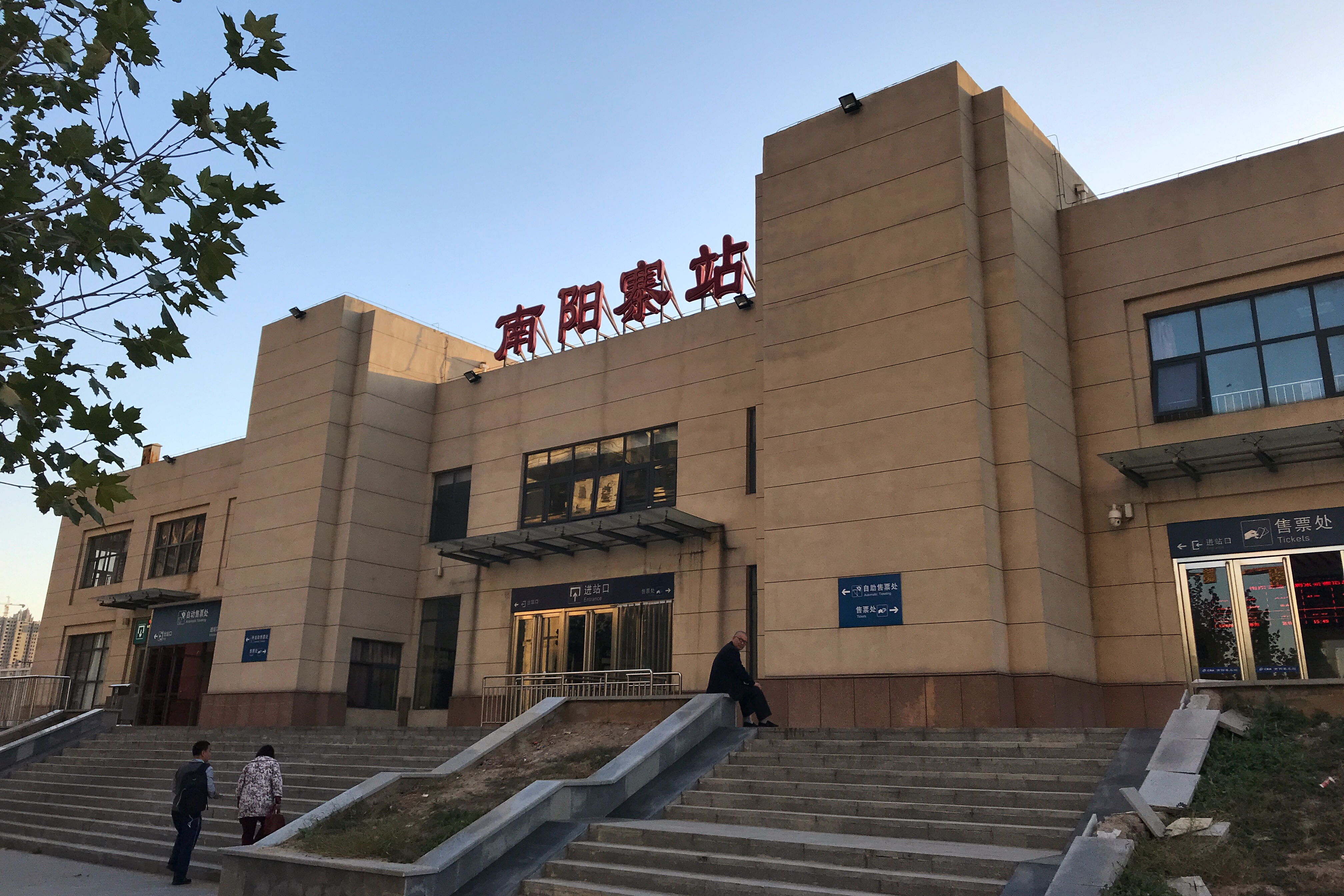
郑焦城际铁路南阳寨站
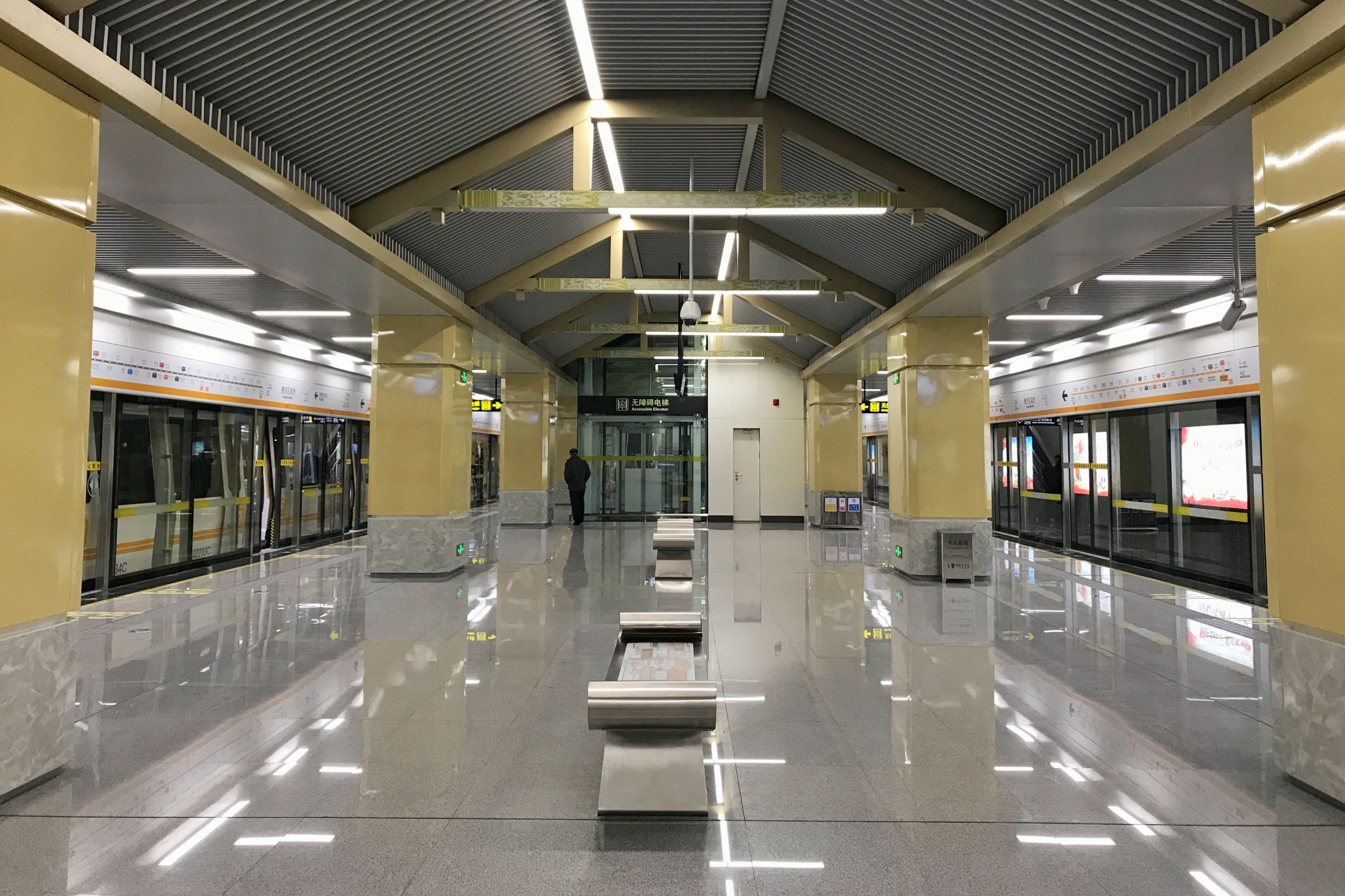
郑州地铁2号线惠济区政府站站台
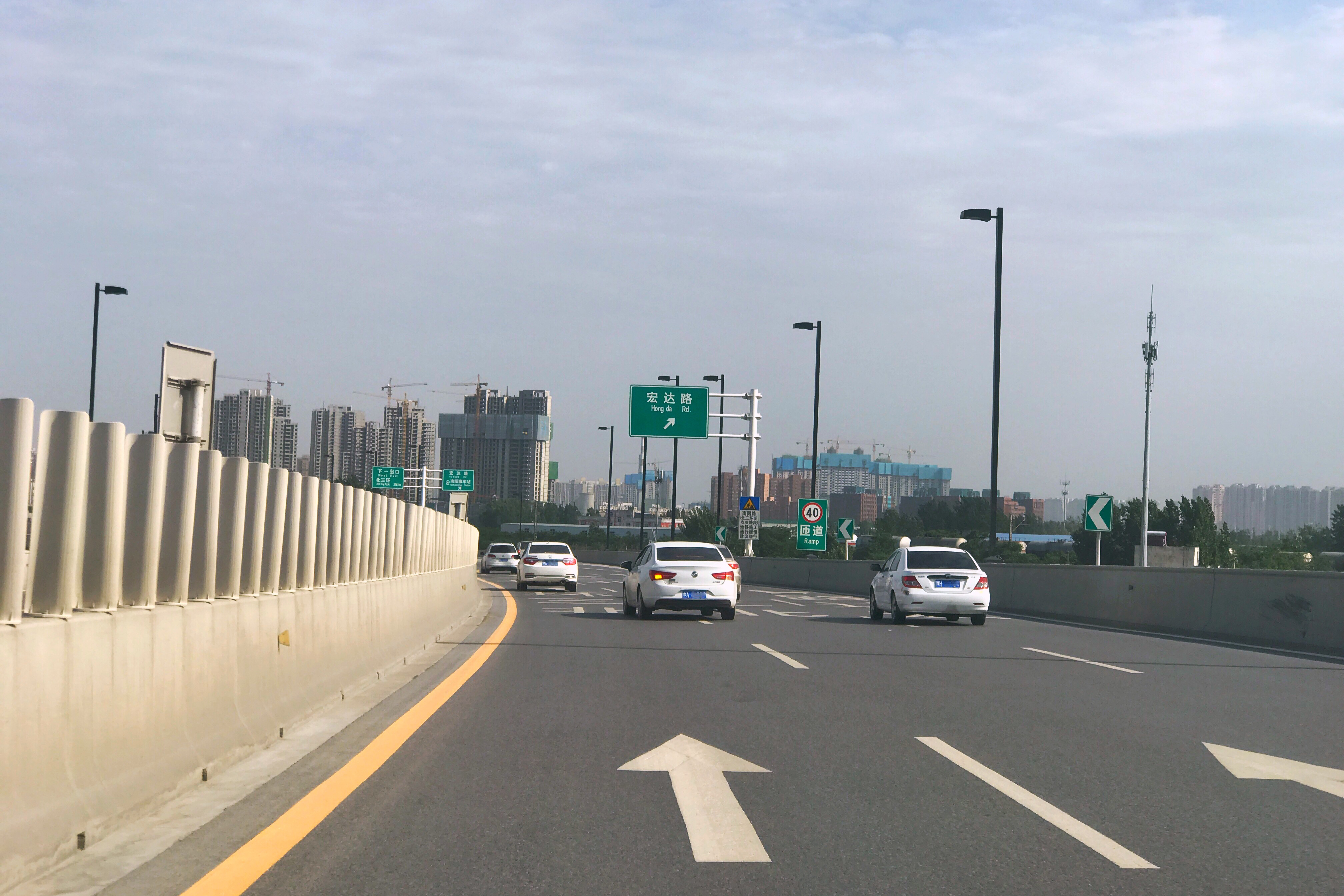
京广快速路惠济区段